# Reggenza di Mare Banggai
La reggenza di Mare Banggai (in indonesiano: Kabupaten Banggai Laut) è una reggenza dell'Indonesia, situata nella provincia di Sulawesi Centrale.